# 2024–2025-ös UEFA-bajnokok ligája (selejtezők)
A 2024–2025-ös UEFA-bajnokok ligája selejtezőit négy fordulóban bonyolították le 2024. július 9. és augusztus 28. között. A bajnoki ágon azok a bajnokcsapatok szerepeltek, amelyek indulási jogot szereztek és nem kerültek közvetlenül az alapszakaszba. A nem bajnoki ágon azok a csapatok szerepeltek, amelyek nem voltak bajnokcsapatok, de indulási jogot szereztek és nem kerültek közvetlenül az alapszakaszba.

## Lebonyolítás

### Bajnoki ág
A bajnoki ág a következő fordulókat tartalmazta:
- 1. selejtezőkör (28 csapat): 28 csapat lépett be a körben.
- 2. selejtezőkör (24 csapat): 10 csapat lépett be a körben, és 14 győztes az 1. selejtezőkörből.
- 3. selejtezőkör (12 csapat): 12 győztes a 2. selejtezőkörből.
- Rájátszás (10 csapat): : 4 csapat lépett be a körben, és 6 győztes a 3. selejtezőkörből.

A rájátszás 5 győztes csapata továbbjutott az alapszakaszba.
A vesztes csapatok átkerültek az Európa-ligába és a UEFA Konferencia Ligába a következők szerint:
- Az 1. selejtezőkör 12, vesztes csapata átkerült az Konferencia Liga 2. selejtezőkörének bajnoki ágára.
- Az 1. selejtezőkör 2, kisorsolt vesztes csapata átkerült az Konferencia Liga 3. selejtezőkörének bajnoki ágára.
- A 2. selejtezőkör 12 vesztes csapata átkerült az Európa-liga 3. selejtezőkörének bajnoki ágára.
- A 3. selejtezőkör 6 vesztes csapata átkerült az Európa-liga rájátszásába.
- A rájátszás 5 vesztes csapata átkerült az Európa-liga alapszakaszába.

### Nem bajnoki ág
A nem bajnoki ág a következő fordulókat tartalmazta:
- 2. selejtezőkör (4 csapat): 4 csapat lépett be a körben.
- 3. selejtezőkör (8 csapat): 6 csapat lépett be a körben, és 2 győztes a 2. selejtezőkörből.
- Rájátszás (4 csapat): : 4 győztes a 3. selejtezőkörből.

A rájátszás 2 győztes csapata továbbjutott az alapszakaszba.
A vesztes csapatok átkerültek az Európa-ligába a következők szerint:
- A 2. selejtezőkör 2 vesztes csapata átkerült a 3. selejtezőkör főágára.
- A 3. selejtezőkör 4 vesztes csapata és a rájátszás 2 vesztes csapata átkerült az Európa-liga alapszakaszába.

## Formátum
A fordulók párosításait oda-visszavágós rendszerben játszották. Mindkét csapat játszott egyszer pályaválasztóként. A két találkozó végén az összesítésben jobbnak bizonyuló csapat jutott tovább a következő körbe. Ha az összesítésnél az eredmény döntetlen volt, akkor 30 perces hosszabbítást játszottak a második mérkőzés rendes játékidejének lejárta után. Ha a hosszabbítás után is döntetlen volt az állás, akkor büntetőpárbaj döntött a győztesről.
A sorsolásoknál az UEFA-együtthatók alapján a csapatokat kiemelt és nem kiemelt csapatokra osztották. A kiemelt csapat egy nem kiemelt csapatot kapott ellenfélül. Ha a sorsoláskor a csapat kiléte nem ismert, akkor az adott párosításban a magasabb együtthatót vették alapul. A sorsolások előtt az UEFA csoportokat alakított ki, amelyeknek a lebonyolítás szempontjából nem volt jelentősége. Azonos tagországba tartozó csapatok, illetve politikai okok miatt, az UEFA által eldöntött esetekben nem voltak sorsolhatók egymással.

## Fordulók és időpontok
A fordulók időpontjai a következők:
| Forduló         | Sorsolás dátuma    | 1. mérkőzés            | 2. mérkőzés            |
| --------------- | ------------------ | ---------------------- | ---------------------- |
| 1. selejtezőkör | 2024. június 18.   | 2024. július 9–10.     | 2024. július 16–17.    |
| 2. selejtezőkör | 2024. június 19.   | 2024. július 23–24.    | 2024. július 30–31.    |
| 3. selejtezőkör | 2024. július 22.   | 2024. augusztus 6–7.   | 2024. augusztus 13.    |
| Rájátszás       | 2024. augusztus 5. | 2024. augusztus 20–21. | 2024. augusztus 27–28. |

## 1. selejtezőkör
Az 1. selejtezőkör sorsolását 2024. június 18-án tartották.

### 1. selejtezőkör, kiemelés
Az 1. selejtezőkörben 28 csapat vett részt. A kiemelés a klubok 2024-es együtthatói alapján történt. A csapatokat három csoportra osztották. Az elsőként kisorsolt csapat volt az első mérkőzés pályaválasztója.
| 1. csoport                                                                            | 1. csoport                                                      | 2. csoport                                                        | 2. csoport                                 | 3. csoport                                              | 3. csoport                                           |
| Kiemelt                                                                               | Nem kiemelt                                                     | Kiemelt                                                           | Nem kiemelt                                | Kiemelt                                                 | Nem kiemelt                                          |
| ------------------------------------------------------------------------------------- | --------------------------------------------------------------- | ----------------------------------------------------------------- | ------------------------------------------ | ------------------------------------------------------- | ---------------------------------------------------- |
| - Slovan Bratislava - Lincoln Red Imps - The New Saints - Ballkani - Borac Banja Luka | - Ħamrun Spartans - Sztruga - Dečić - Egnatia - UE Santa Coloma | - Celje - Larne - Panevėžys - Víkingur Reykjavík - Differdange 03 | - HJK - Flora - KÍ - Shamrock Rovers - RFS | - Ludogorec Razgrad - FCSB - Pjunik - Petrocub Hîncești | - Dinamo Batumi - Dinama Minszk - Ordabaszi - Virtus |

### 1. selejtezőkör, párosítások
Az első mérkőzéseket július 9-én és 10-én, a második mérkőzéseket július 16-án és 17-én játszották. A párosítások győztesei a 2. selejtezőkörbe kerültek. A vesztesek közül sorsolással eldöntött 2 csapat a KL 3. selejtezőkörének bajnoki ágára került, a többi 12 vesztes az KL 2. selejtezőkörének bajnoki ágára került.
| 1. csapat          | Össz.Tooltip Aggregate score | 2. csapat         | 1. mérk. | 2. mérk.   |
| ------------------ | ---------------------------- | ----------------- | -------- | ---------- |
| Bajnoki ág         |                              |                   |          |            |
| Slovan Bratislava  | 6–3                          | Sztruga           | 4–2      | 2–1        |
| The New Saints     | 4–1                          | Dečić             | 3–0      | 1–1        |
| Borac Banja Luka   | 2–2 (t. 4–1)                 | Egnatia           | 1–0      | 1–2 (h.u.) |
| Ħamrun Spartans    | 1–1 (t. 4–5)                 | Lincoln Red Imps  | 0–1      | 1–0 (h.u.) |
| UE Santa Coloma    | 3–3 (t. 6–5)                 | Ballkani          | 1–2      | 2–1 (h.u.) |
| Nem bajnoki ág     |                              |                   |          |            |
| Flora              | 1–7                          | Celje             | 0–5      | 1–2        |
| KÍ                 | 2–0                          | Differdange 03    | 2–0      | 0–0        |
| Panevėžys          | 4–1                          | HJK               | 3–0      | 1–1        |
| RFS                | 7–0                          | Larne             | 3–0      | 4–0        |
| Víkingur Reykjavík | 1–2                          | Shamrock Rovers   | 0–0      | 1–2        |
| Virtus             | 1–11                         | FCSB              | 1–7      | 0–4        |
| Ludogorec Razgrad  | 3–2                          | Dinamo Batumi     | 3–1      | 0–1        |
| Ordabaszi          | 0–1                          | Petrocub Hîncești | 0–0      | 0–1        |
| Dinama Minszk      | 1–0                          | Pjunik            | 0–0      | 1–0        |

1. ↑  A sorsoláshoz képest a pályaválasztói jogot felcserélték.
2. 1 2  A párosítás vesztese az UEFA Konferencia Liga 3. selejtezőkörének bajnoki ágára került.

### 1. selejtezőkör, mérkőzések
| 2024. július 10. 19:00 |

| Slovan Bratislava                 | 4–2               | Sztruga                    |
| --------------------------------- | ----------------- | -------------------------- |
| Weiss 16' Mak 36' Kucka 85' 90+1' | (2–0) Jegyzőkönyv | Ibraimi 55' (11-esből) 74' |

| Tehelné pole, Pozsony Nézőszám: 11 259 Játékvezető: Stéphanie Frappart (francia) |

| 2024. július 17. 17:00 |

| Sztruga      | 1–2               | Slovan Bratislava              |
| ------------ | ----------------- | ------------------------------ |
| Compaoré 85' | (0–2) Jegyzőkönyv | Weiss 9' Ristevski 34' (öngól) |

| SRC Biljanini Izvori, Ohrid Nézőszám: 1223 Játékvezető: Ricardo de Burgos Bengoetxea (spanyol) |

| 2024. július 9. 20:00 (19:00 BST) |

| The New Saints          | 3–0               | Dečić |
| ----------------------- | ----------------- | ----- |
| Young 4' 28' Davies 39' | (3–0) Jegyzőkönyv |       |

| Park Hall, Oswestry Nézőszám: 810 Játékvezető: Bram Van Driessche (belga) |

| 2024. július 16. 21:00 |

| Dečić       | 1–1               | The New Saints       |
| ----------- | ----------------- | -------------------- |
| Kajevic 72' | (0–1) Jegyzőkönyv | Young 43' (11-esből) |

| Podgoricai Városi Stadion, Podgorica Nézőszám: 1400 Játékvezető: Atilla Karaoğlan (török) |

| 2024. július 10. 21:00 |

| Borac Banja Luka | 1–0               | Egnatia |
| ---------------- | ----------------- | ------- |
| Hrelja 90+6'     | (0–0) Jegyzőkönyv |         |

| Banja Luka városi stadion, Banja Luka Nézőszám: 7832 Játékvezető: Daniel Stefański (lengyel) |

| 2024. július 17. 21:00 |

| Egnatia                     | 2–1 (h. u.)                 | Borac Banja Luka              |
| --------------------------- | --------------------------- | ----------------------------- |
| İbrahimoğlu 17' Doukouo 82' | (1–1, 2–1, 2–1) Jegyzőkönyv | Lukić 30'                     |
| Büntetőpárbaj               |                             |                               |
| Aleksi İbrahimoğlu Lushkja  | 1–4                         | Herrera Pejović Hasukić Čavić |

| Elbasan Aréna, Elbasan Nézőszám: 2000 Játékvezető: Fabio Maresca (olasz) |

| 2024. július 9. 18:45 |

| Ħamrun Spartans | 0–1               | Lincoln Red Imps |
| --------------- | ----------------- | ---------------- |
|                 | (0–1) Jegyzőkönyv | Britto 37'       |

| Centenary Stadion, Ta’ Qali Nézőszám: 1342 Játékvezető: Alekszandar Sztavrev (északmacedón) |

| 2024. július 16. 18:00 |

| Lincoln Red Imps               | 0–1 (h. u.)                 | Ħamrun Spartans                      |
| ------------------------------ | --------------------------- | ------------------------------------ |
|                                | (0–0, 0–1, 0–1) Jegyzőkönyv | Vitao 89'                            |
| Büntetőpárbaj                  |                             |                                      |
| Britto Nano De Barr Toni Muñoz | 5–4                         | Emerson Montebello Mayron Mbong Borg |

| Victoria Stadion, Gibraltár Nézőszám: 720 Játékvezető: Eric Wattellier (francia) |

| 2024. július 9. 20:00 |

| UE Santa Coloma | 1–2               | Ballkani                             |
| --------------- | ----------------- | ------------------------------------ |
| El Ghazoui 22'  | (1–1) Jegyzőkönyv | Emërllahu 42' (11-esből) Karrica 90' |

| Estadi Nacional, Andorra la Vella Nézőszám: 445 Játékvezető: Marcel Birsan (román) |

| 2024. július 16. 16:30 |

| Ballkani                                           | 1–2 (h. u.)                 | UE Santa Coloma                                             |
| -------------------------------------------------- | --------------------------- | ----------------------------------------------------------- |
| Hamidi 109'                                        | (0–0, 0–1, 0–2) Jegyzőkönyv | Mohedano 90+2' De Jesús 102'                                |
| Büntetőpárbaj                                      |                             |                                                             |
| Emërllahu Dulaj Hamidi Ajazaj Potoku Abedini Thaqi | 5–6                         | García El Ghazoui Joaquinete De Jesús Virgili Tellado Lluch |

| Zahir Pajaziti Stadion, Podujevo Nézőszám: 1000 Játékvezető: Oleksiy Derevinskyi (ukrán) |

| 2024. július 10. 18:00 (19:00 EEST) |

| Flora | 0–5               | Celje                                                           |
| ----- | ----------------- | --------------------------------------------------------------- |
|       | (0–3) Jegyzőkönyv | Matko 7' Vuklišević 10' Zabukovnik 45+1' Aarons 71' Svetlin 90' |

| Lilleküla Stadium, Tallinn Nézőszám: 2002 Játékvezető: Alejandro Muñiz Ruiz (spanyol) |

| 2024. július 16. 19:00 |

| Celje                              | 2–1               | Flora       |
| ---------------------------------- | ----------------- | ----------- |
| Matko 73' (11-esből) Karničnik 76' | (0–1) Jegyzőkönyv | Varjund 12' |

| Stadion Z'dežele, Celje Nézőszám: 2382 Játékvezető: Goga Kikacheishvili (grúz) |

| 2024. július 10. 20:00 (19:00 WEST) |

| KÍ                                 | 2–0               | Differdange 03 |
| ---------------------------------- | ----------------- | -------------- |
| Frederiksberg 12' 45+4' (11-esből) | (2–0) Jegyzőkönyv |                |

| Við Djúpumýrar, Klaksvík Nézőszám: 1161 Játékvezető: David Munro (skót) |

| 2024. július 17. 19:00 |

| Differdange 03 | 0–0         | KÍ |
| -------------- | ----------- | -- |
|                | Jegyzőkönyv |    |

| Stade Municipal de la Ville de Differdange, Differdange Nézőszám: 1950 Játékvezető: Javier Alberola Rojas (spanyol) |

| 2024. július 9. 17:30 (18:30 EEST) |

| Panevėžys                                    | 3–0               | HJK |
| -------------------------------------------- | ----------------- | --- |
| Veliulis 17' Gorobsov 64' (11-esből) Mbo 67' | (1–0) Jegyzőkönyv |     |

| Aukštaitija Stadion, Panevėžys Nézőszám: 1100 Játékvezető: Luca Cibelli (svájci) |

| 2024. július 16. 18:00 (19:00 EEST) |

| HJK       | 1–1               | Panevėžys    |
| --------- | ----------------- | ------------ |
| Erwin 17' | (1–1) Jegyzőkönyv | Veliulis 45' |

| Bolt Aréna, Helsinki Nézőszám: 5292 Játékvezető: Andrew Madley (angol) |

| 2024. július 10. 19:00 (20:00 EEST) |

| RFS                              | 3–0               | Larne |
| -------------------------------- | ----------------- | ----- |
| Ķigurs 30' Balodis 49' Panić 60' | (1–0) Jegyzőkönyv |       |

| LNK Sporta Parks, Riga Nézőszám: 1700 Játékvezető: Ondřej Berka (cseh) |

| 2024. július 17. 21:00 (20:00 BST) |

| Larne | 0–4               | RFS                                                  |
| ----- | ----------------- | ---------------------------------------------------- |
|       | (0–3) Jegyzőkönyv | Emerson 38' Lemajić 44' Ikaunieks 45+3' Diomandé 56' |

| Inver Park, Larne Nézőszám: 2030 Játékvezető: Gustavo Correia (portugál) |

| 2024. július 9. 20:45 (18:45 WET) |

| Víkingur Reykjavík | 0–0         | Shamrock Rovers |
| ------------------ | ----------- | --------------- |
|                    | Jegyzőkönyv |                 |

| Víkingsvöllur, Reykjavík Nézőszám: 1108 Játékvezető: Sigurd Kringstad (norvég) |

| 2024. július 16. 21:00 (20:00 IST) |

| Shamrock Rovers | 2–1               | Víkingur Reykjavík |
| --------------- | ----------------- | ------------------ |
| Kenny 8' 20'    | (2–0) Jegyzőkönyv | Hansen 60'         |

| Tallaght Stadion, Dublin Nézőszám: 7632 Játékvezető: Jarred Gillett (angol) |

| 2024. július 9. 21:00 |

| Virtus         | 1–7               | FCSB                                                       |
| -------------- | ----------------- | ---------------------------------------------------------- |
| Battistini 86' | (0–5) Jegyzőkönyv | Olaru 6' (11-esből) 11' 37' Popa 22' 27' Miculescu 70' 73' |

| San Marino Stadion, Serravalle Nézőszám: 1863 Játékvezető: Antoni Bandić (bosznia-hercegovinai) |

| 2024. július 16. 19:30 (20:30 EEST) |

| FCSB                                     | 4–0               | Virtus |
| ---------------------------------------- | ----------------- | ------ |
| Băluță 20' Edjouma 28' 36' Miculescu 72' | (3–0) Jegyzőkönyv |        |

| Steaua Stadion, Bukarest Nézőszám: 7262 Játékvezető: Stefan Ebner (osztrák) |

| 2024. július 10. 20:00 (21:00 EEST) |

| Ludogorec Razgrad               | 3–1               | Dinamo Batumi     |
| ------------------------------- | ----------------- | ----------------- |
| Tekpetey 13' Rick 24' Witry 72' | (2–0) Jegyzőkönyv | Mamuchashvili 62' |

| Huvepharma Aréna, Razgrad Nézőszám: 4561 Játékvezető: Robert Schröder (német) |

| 2024. július 17. 19:00 (21:00 GET) |

| Dinamo Batumi    | 1–0               | Ludogorec Razgrad |
| ---------------- | ----------------- | ----------------- |
| Mamuchashvili 3' | (1–0) Jegyzőkönyv |                   |

| Adjarabet Arena, Batumi Nézőszám: 14 967 Játékvezető: Dario Bel (horvát) |

| 2024. július 10. 17:00 (20:00 KZT) |

| Ordabaszi | 0–0         | Petrocub Hîncești |
| --------- | ----------- | ----------------- |
|           | Jegyzőkönyv |                   |

| Kazhymukan Munaitpasov Stadium, Simkent Nézőszám: 16 500 Játékvezető: Patrik Kolarić (horvát) |

| 2024. július 17. 19:00 (20:00 EEST) |

| Petrocub Hîncești | 1–0               | Ordabaszi |
| ----------------- | ----------------- | --------- |
| Lungu 34'         | (1–0) Jegyzőkönyv |           |

| Zimbru Stadion, Chișinău Nézőszám: 6752 Játékvezető: Miloš Milanović (szerb) |

| 2024. július 10. 20:45 |

| Dinama Minszk | 0–0         | Pjunik |
| ------------- | ----------- | ------ |
|               | Jegyzőkönyv |        |

| Városi stadion, Mezőkövesd, Magyarország Nézőszám: 0 Játékvezető: Volen Chinkov (bolgár) |

| 2024. július 16. 18:00 (20:00 AMT) |

| Pjunik | 0–1               | Dinama Minszk              |
| ------ | ----------------- | -------------------------- |
|        | (0–0) Jegyzőkönyv | Gavrilovich 90' (11-esből) |

| Vazgen Sargsyan Republican Stadium, Jereván Nézőszám: 7400 Játékvezető: Snir Levy (izraeli) |

## 2. selejtezőkör
A 2. selejtezőkör sorsolását 2024. június 19-én tartották.

### 2. selejtezőkör, kiemelés
A 2. selejtezőkörben a bajnoki ágon 24, a nem bajnoki ágon 4 csapat vett részt. A kiemelés a klubok 2024-es együtthatói alapján történt. A csapatokat három csoportra osztották. Az elsőként kisorsolt csapat volt az első mérkőzés pályaválasztója.
- T: Az 1. selejtezőkörből továbbjutott csapat, a sorsoláskor nem volt ismert.
- A dőlt betűvel írt csapatok az 1. selejtezőkörben egy magasabb együtthatóval rendelkező csapat ellen győztek, az ellenfél együtthatójával szerepeltek a sorsoláson.

| Bajnoki ág                                           | Bajnoki ág                                                                              | Bajnoki ág                                           | Bajnoki ág                                                     | Bajnoki ág                                                           | Bajnoki ág                                                            |
| 1. csoport                                           | 1. csoport                                                                              | 2. csoport                                           | 2. csoport                                                     | 3. csoport                                                           | 3. csoport                                                            |
| Kiemelt                                              | Nem kiemelt                                                                             | Kiemelt                                              | Nem kiemelt                                                    | Kiemelt                                                              | Nem kiemelt                                                           |
| ---------------------------------------------------- | --------------------------------------------------------------------------------------- | ---------------------------------------------------- | -------------------------------------------------------------- | -------------------------------------------------------------------- | --------------------------------------------------------------------- |
| - PAÓK - Ferencváros - Ludogorec Razgrad (T) - APÓEL | - The New Saints (T) - Dinama Minszk (T) - Petrocub Hîncești (T) - Borac Banja Luka (T) | - Bodø/Glimt - Midtjylland - Sparta Praha - Malmö FF | - KÍ (T) - Shamrock Rovers (T) - RFS (T) - UE Santa Coloma (T) | - Makkabi Tel-Aviv - Qarabağ - Slovan Bratislava (T) - Panevėžys (T) | - Celje (T) - FCSB (T) - Lincoln Red Imps (T) - Jagiellonia Białystok |

| Nem bajnoki ág              | Nem bajnoki ág      |
| Kiemelt                     | Nem kiemelt         |
| --------------------------- | ------------------- |
| - Fenerbahçe - Dinamo Kijiv | - Partizan - Lugano |

### 2. selejtezőkör, párosítások
Az első mérkőzéseket július 23-án és 24-én, a második mérkőzéseket július 30-én és 31-én játszották. A párosítások győztesei a 3. selejtezőkörbe kerültek. A vesztesek az EL 3. selejtezőkörébe kerültek.
| 1. csapat         | Össz.Tooltip Aggregate score | 2. csapat             | 1. mérk. | 2. mérk. |
| ----------------- | ---------------------------- | --------------------- | -------- | -------- |
| Bajnoki ág        |                              |                       |          |          |
| Ludogorec Razgrad | 2–1                          | Dinama Minszk         | 2–0      | 0–1      |
| APÓEL             | 2–1                          | Petrocub Hîncești     | 1–0      | 1–1      |
| Ferencváros       | 7–1                          | The New Saints        | 5–0      | 2–1      |
| PAÓK              | 4–2                          | Borac Banja Luka      | 3–2      | 1–0      |
| Bodø/Glimt        | 7–1                          | RFS                   | 4–0      | 3–1      |
| Malmö FF          | 6–4                          | KÍ                    | 4–1      | 2–3      |
| Shamrock Rovers   | 2–6                          | Sparta Praha          | 0–2      | 2–4      |
| UE Santa Coloma   | 0–4                          | Midtjylland           | 0–3      | 0–1      |
| Celje             | 1–6                          | Slovan Bratislava     | 1–1      | 0–5      |
| Panevėžys         | 1–7                          | Jagiellonia Białystok | 0–4      | 1–3      |
| Lincoln Red Imps  | 0–7                          | Qarabağ               | 0–2      | 0–5      |
| FCSB              | 2–1                          | Makkabi Tel-Aviv      | 1–1      | 1–0      |
| Nem bajnoki ág    |                              |                       |          |          |
| Lugano            | 4–6                          | Fenerbahçe            | 3–4      | 1–2      |
| Dinamo Kijiv      | 9–2                          | Partizan              | 6–2      | 3–0      |

### 2. selejtezőkör, mérkőzések
| 2024. július 24. 20:00 (21:00 EEST) |

| Ludogorec Razgrad                    | 2–0               | Dinama Minszk |
| ------------------------------------ | ----------------- | ------------- |
| Tekpetey 9' Nedelev 45+1' (11-esből) | (2–0) Jegyzőkönyv |               |

| Huvepharma Aréna, Razgrad Nézőszám: 5323 Játékvezető: Eldorjan Hamiti (albán) |

| 2024. július 31. 20:45 |

| Dinama Minszk | 1–0               | Ludogorec Razgrad |
| ------------- | ----------------- | ----------------- |
| Bakhar 37'    | (1–0) Jegyzőkönyv |                   |

| Nézőszám: 10 Játékvezető: Yigal Frid (izraeli) |

| 2024. július 23. 19:00 (20:00 EEST) |

| APÓEL                     | 1–0               | Petrocub Hîncești |
| ------------------------- | ----------------- | ----------------- |
| Marquinhos 38' (11-esből) | (1–0) Jegyzőkönyv |                   |

| GSZP Stadion, Nicosia Nézőszám: 13 801 Játékvezető: Robert Schröder (német) |

| 2024. július 30. 19:00 (20:00 EEST) |

| Petrocub Hîncești | 1–1               | APÓEL          |
| ----------------- | ----------------- | -------------- |
| Plătică 60'       | (0–0) Jegyzőkönyv | Marquinhos 65' |

| Stadionul Zimbru, Chișinău Nézőszám: 7500 Játékvezető: Fedayi San (svájci) |

| 2024. július 23. 20:00 |

| Ferencváros                                                   | 5–0               | The New Saints |
| ------------------------------------------------------------- | ----------------- | -------------- |
| Traoré 15' 21' 54' Zachariassen 24' Marquinhos 62' (11-esből) | (3–0) Jegyzőkönyv |                |

| Groupama Aréna, Budapest Nézőszám: 16 231 Játékvezető: Guillermo Cuadra Fernández (spanyol) |

| 2024. július 30. 20:00 (19:00 BST) |

| The New Saints | 1–2               | Ferencváros                             |
| -------------- | ----------------- | --------------------------------------- |
| Daniels 90+1'  | (0–1) Jegyzőkönyv | Zachariassen 43' Rommens 62' (11-esből) |

| Park Hall, Oswestry Nézőszám: 1022 Játékvezető: Damian Sylwestrzak (lengyel) |

| 2024. július 24. 19:30 (20:30 EEST) |

| PAÓK                                 | 3–2               | Borac Banja Luka                     |
| ------------------------------------ | ----------------- | ------------------------------------ |
| Koulierakis 17' 39' Troost-Ekong 51' | (2–2) Jegyzőkönyv | Herrera 22' (11-esből) Kulašin 45+3' |

| Túmbasz Stadion, Szaloniki Nézőszám: 16 135 Játékvezető: David Šmajc (szlovén) |

| 2024. július 31. 21:00 |

| Borac Banja Luka | 0–1               | PAÓK     |
| ---------------- | ----------------- | -------- |
|                  | (0–1) Jegyzőkönyv | Murg 25' |

| Banja Luka városi stadion, Banja Luka Nézőszám: 9500 Játékvezető: Sander van der Eijk (holland) |

| 2024. július 23. 17:00 |

| Bodø/Glimt                                 | 4–0               | RFS |
| ------------------------------------------ | ----------------- | --- |
| Mikkelsen 2' 76' Saltnes 18' Kapskarmo 40' | (3–0) Jegyzőkönyv |     |

| Aspmyra Stadion, Bodø Nézőszám: 5427 Játékvezető: Don Robertson (skót) |

| 2024. július 31. 19:00 (20:00 EEST) |

| RFS           | 1–3               | Bodø/Glimt                                |
| ------------- | ----------------- | ----------------------------------------- |
| Ikaunieks 14' | (1–1) Jegyzőkönyv | Hauge 40' (11-esből) Saltnes 82' Høgh 88' |

| LNK Sporta Parks, Riga Nézőszám: 1678 Játékvezető: Jakob Sundberg (dán) |

| 2024. július 23. 19:00 |

| Malmö FF                            | 4–1               | KÍ                |
| ----------------------------------- | ----------------- | ----------------- |
| Johnsen 21' 43' Bolin 37' Rieks 85' | (3–0) Jegyzőkönyv | Frederiksberg 71' |

| Swedbank Stadion, Malmö Nézőszám: 18 432 Játékvezető: Lukas Fähndrich (svájci) |

| 2024. július 30. 20:45 (19:45 WEST) |

| KÍ                                   | 3–2               | Malmö FF                              |
| ------------------------------------ | ----------------- | ------------------------------------- |
| Berntsson 2' Frederiksberg 65' 90+5' | (1–1) Jegyzőkönyv | Bolin 13' Christiansen 59' (11-esből) |

| Við Djúpumýrar, Klaksvík Nézőszám: 1247 Játékvezető: Vitālijs Spasjoņņikovs (lett) |

| 2024. július 23. 20:00 (19:00 IST) |

| Shamrock Rovers | 0–2               | Sparta Praha                |
| --------------- | ----------------- | --------------------------- |
|                 | (0–1) Jegyzőkönyv | Birmančević 37' Wiesner 64' |

| Tallaght Stadion, Dublin Nézőszám: 9684 Játékvezető: Joey Kooij (holland) |

| 2024. július 30. 19:00 |

| Sparta Praha                                | 4–2               | Shamrock Rovers |
| ------------------------------------------- | ----------------- | --------------- |
| Olatunji 29' Ross 41' Sørensen 48' Tuci 71' | (2–1) Jegyzőkönyv | Greene 32' 47'  |

| Stadion Letná, Prága Nézőszám: 17 367 Játékvezető: Simone Sozza (olasz) |

| 2024. július 23. 20:00 |

| UE Santa Coloma | 0–3               | Midtjylland                 |
| --------------- | ----------------- | --------------------------- |
|                 | (0–2) Jegyzőkönyv | Djú 12' Diao 28' Şimşir 63' |

| Estadi Nacional, Andorra la Vella Nézőszám: 664 Játékvezető: Abdulkadir Bitigen (török) |

| 2024. július 31. 19:15 |

| Midtjylland | 1–0               | UE Santa Coloma |
| ----------- | ----------------- | --------------- |
| Osorio 72'  | (0–0) Jegyzőkönyv |                 |

| MCH Arena, Herning Nézőszám: 7917 Játékvezető: Rob Hennessy (ír) |

| 2024. július 24. 20:15 |

| Celje        | 1–1               | Slovan Bratislava |
| ------------ | ----------------- | ----------------- |
| Bobičanec 7' | (1–1) Jegyzőkönyv | Strelec 11'       |

| Stadion Z'dežele, Celje Nézőszám: 4382 Játékvezető: Darren England (angol) |

| 2024. július 30. 20:30 |

| Slovan Bratislava                                | 5–0               | Celje |
| ------------------------------------------------ | ----------------- | ----- |
| Tolić 17' Strelec 30' 32' Mak 60' Barseghyan 75' | (3–0) Jegyzőkönyv |       |

| Tehelné pole, Pozsony Nézőszám: 17 197 Játékvezető: Fabio Maresca (olasz) |

| 2024. július 23. 17:30 (18:30 EEST) |

| Panevėžys | 0–4               | Jagiellonia Białystok       |
| --------- | ----------------- | --------------------------- |
|           | (0–3) Jegyzőkönyv | Imaz 15' 28' 29' Hansen 80' |

| Aukštaitija Stadion, Panevėžys Nézőszám: 3850 Játékvezető: Novak Simović (szerb) |

| 2024. július 31. 20:30 |

| Jagiellonia Białystok                                   | 3–1               | Panevėžys   |
| ------------------------------------------------------- | ----------------- | ----------- |
| Pululu 12' (11-esből) 69' (11-esből) Beneta 84' (öngól) | (1–0) Jegyzőkönyv | Gussiås 88' |

| Białystok Stadion, Białystok Nézőszám: 17 589 Játékvezető: Vassilis Fotias (görög) |

| 2024. július 23. 18:00 |

| Lincoln Red Imps | 0–2               | Qarabağ                    |
| ---------------- | ----------------- | -------------------------- |
|                  | (0–1) Jegyzőkönyv | Juninho 45+2' Bayramov 75' |

| Europa Sports Park, Gibraltár Nézőszám: 724 Játékvezető: Vad István (magyar) |

| 2024. július 30. 18:00 (20:00 AZT) |

| Qarabağ                                    | 5–0               | Lincoln Red Imps |
| ------------------------------------------ | ----------------- | ---------------- |
| Juninho 17' 31' 44' Benzia 66' Andrade 72' | (3–0) Jegyzőkönyv |                  |

| Tofik Bahramov Stadion, Baku Nézőszám: 23 700 Játékvezető: Viktor Kopiievskyi (ukrán) |

| 2024. július 23. 19:30 (20:30 EEST) |

| FCSB     | 1–1               | Makkabi Tel-Aviv |
| -------- | ----------------- | ---------------- |
| Dawa 76' | (0–0) Jegyzőkönyv | Biton 71'        |

| Steaua Stadion, Bukarest Nézőszám: 26 235 Játékvezető: Bogár Gergő (magyar) |

| 2024. július 31. 20:00 |

| Makkabi Tel-Aviv | 0–1               | FCSB       |
| ---------------- | ----------------- | ---------- |
|                  | (0–0) Jegyzőkönyv | Baeten 90' |

| Bozsik Aréna, Budapest, Magyarország Nézőszám: 643 Játékvezető: Jérémie Pignard (francia) |

| 2024. július 23. 20:30 |

| Lugano                                  | 3–4               | Fenerbahçe                                  |
| --------------------------------------- | ----------------- | ------------------------------------------- |
| El Wafi 4' Bislimi 64' Valenzuela 90+4' | (1–1) Jegyzőkönyv | Džeko 45+1' (11-esből) 46' 67' Kadıoğlu 74' |

| Stockhorn Aréna, Thun Nézőszám: 6009 Játékvezető: Tiago Martins (portugál) |

| 2024. július 30. 19:00 (20:00 TRT) |

| Fenerbahçe                | 2–1               | Lugano     |
| ------------------------- | ----------------- | ---------- |
| Džeko 59' Szymański 90+3' | (0–1) Jegyzőkönyv | Mahmoud 7' |

| Şükrü Saracoğlu Stadion, Isztambul Nézőszám: 37 281 Játékvezető: Robert Jones (angol) |

| 2024. július 23. 20:00 |

| Dinamo Kijiv                                                                       | 6–2               | Partizan                    |
| ---------------------------------------------------------------------------------- | ----------------- | --------------------------- |
| Shaparenko 40' Brazhko 43' Karavayev 45+1' Kabayev 55' Popov 83' Pikhalyonok 90+2' | (3–1) Jegyzőkönyv | Saldanha 22' (11-esből) 66' |

| Arena Lublin, Lublin, Lengyelország Nézőszám: 4712 Játékvezető: Christian Dingert (német) |

| 2024. július 31. 19:00 |

| Partizan | 0–3               | Dinamo Kijiv                                        |
| -------- | ----------------- | --------------------------------------------------- |
|          | (0–1) Jegyzőkönyv | Jarmolenko 17' Vanat 68' (11-esből) Karavajev 90+3' |

| Partizan Stadion, Belgrád Nézőszám: 10 Játékvezető: Marian Barbu (román) |

## 3. selejtezőkör
A 3. selejtezőkör sorsolását 2024. július 22-én tartották.

### 3. selejtezőkör, kiemelés
A 3. selejtezőkörben a bajnoki ágon 12, a nem bajnoki ágon 8 csapat vett részt. A kiemelés a klubok 2024-es együtthatói alapján történt. A bajnoki ágon a  csapatokat két csoportra osztották. Az elsőként kisorsolt csapat volt az első mérkőzés pályaválasztója.
- T: A 2. selejtezőkörből továbbjutott csapat, a sorsoláskor nem volt ismert.
- A dőlt betűvel írt csapatok a 2. selejtezőkörben egy magasabb együtthatóval rendelkező csapat ellen győztek, az ellenfél együtthatójával szerepeltek a sorsoláson.

| - FCSB (T) - Qarabağ (T) - Slovan Bratislava (T) | - Ludogorec Razgrad (T) - Sparta Praha (T) - APÓEL (T) | - PAÓK (T) - Ferencváros (T) - Bodø/Glimt (T) | - Midtjylland - Malmö FF - Jagiellonia Białystok |

| Nem bajnoki ág                                       | Nem bajnoki ág                                                      |
| Kiemelt                                              | Nem kiemelt                                                         |
| ---------------------------------------------------- | ------------------------------------------------------------------- |
| - Rangers - Slavia Praha - Red Bull Salzburg - Lille | - Fenerbahçe (T) - Union Saint-Gilloise - Dinamo Kijiv (T) - Twente |

### 3. selejtezőkör, párosítások
Az első mérkőzéseket augusztus 6-án és 7-én, a második mérkőzéseket augusztus 13-án játszották. A párosítások győztesei a rájátszásba kerültek. A bajnoki ág vesztesei az EL rájátszásába, a nem bajnoki ág vesztesei az EL alapszakaszába kerültek.
| 1. csapat             | Össz.Tooltip Aggregate score | 2. csapat            | 1. mérk. | 2. mérk.   |
| --------------------- | ---------------------------- | -------------------- | -------- | ---------- |
| Bajnoki ág            |                              |                      |          |            |
| Qarabağ               | 8–4                          | Ludogorec Razgrad    | 1–2      | 7–2 (h.u.) |
| Slovan Bratislava     | 2–0                          | APÓEL                | 2–0      | 0–0        |
| Sparta Praha          | 4–3                          | FCSB                 | 1–1      | 3–2        |
| Malmö FF              | 6–5                          | PAÓK                 | 2–2      | 4–3 (h.u.) |
| Midtjylland           | 3–1                          | Ferencváros          | 2–0      | 1–1        |
| Jagiellonia Białystok | 1–5                          | Bodø/Glimt           | 0–1      | 1–4        |
| Nem bajnoki ág        |                              |                      |          |            |
| Slavia Praha          | 4–1                          | Union Saint-Gilloise | 3–1      | 1–0        |
| Lille                 | 3–2                          | Fenerbahçe           | 2–1      | 1–1 (h.u.) |
| Dinamo Kijiv          | 3–1                          | Rangers              | 1–1      | 2–0        |
| Red Bull Salzburg     | 5–4                          | Twente               | 2–1      | 3–3        |

### 3. selejtezőkör, mérkőzések
| 2024. augusztus 6. 18:00 (20:00 AZT) |

| Qarabağ     | 1–2               | Ludogorec Razgrad     |
| ----------- | ----------------- | --------------------- |
| Juninho 65' | (0–0) Jegyzőkönyv | Almeida 56' Vidal 87' |

| Tofik Bahramov Stadion, Baku Nézőszám: 29 300 Játékvezető: Urs Schnyder (svájci) |

| 2024. augusztus 13. 20:00 (21:00 EEST) |

| Ludogorec Razgrad       | 2–7 (h. u.)                 | Qarabağ                                                                             |
| ----------------------- | --------------------------- | ----------------------------------------------------------------------------------- |
| Duah 13' 23' (11-esből) | (2–3, 2–3, 2–4) Jegyzőkönyv | Juninho 7' Benzia 45+1' (11-esből) 118' Andrade 45+5' 112' Bayramov 93' Xhixha 111' |

| Huvepharma Aréna, Razgrad Nézőszám: 7700 Játékvezető: Simone Sozza (olasz) |

| 2024. augusztus 7. 20:30 |

| Slovan Bratislava              | 2–0               | APÓEL |
| ------------------------------ | ----------------- | ----- |
| Petrović 71' (öngól) Mak 90+4' | (0–0) Jegyzőkönyv |       |

| Tehelné pole, Pozsony Nézőszám: 20 404 Játékvezető: Allard Lindhout (holland) |

| 2024. augusztus 13. 19:00 (20:00 EEST) |

| APÓEL | 0–0         | Slovan Bratislava |
| ----- | ----------- | ----------------- |
|       | Jegyzőkönyv |                   |

| GSZP Stadion, Nicosia Nézőszám: 13 507 Játékvezető: Sascha Stegemann (német) |

| 2024. augusztus 6. 20:00 |

| Sparta Praha | 1–1               | FCSB     |
| ------------ | ----------------- | -------- |
| Olatunji 78' | (0–0) Jegyzőkönyv | Dawa 61' |

| Stadion Letná, Prága Nézőszám: 17 229 Játékvezető: Rohit Saggi (norvég) |

| 2024. augusztus 13. 20:30 (21:30 EEST) |

| FCSB                  | 2–3               | Sparta Praha                                |
| --------------------- | ----------------- | ------------------------------------------- |
| Olaru 60' Edjouma 85' | (0–3) Jegyzőkönyv | Birmančević 13' 28' (11-esből) Haraslín 37' |

| Steaua Stadion, Bukarest Nézőszám: 28 875 Játékvezető: Morten Krogh (dán) |

| 2024. augusztus 6. 19:00 |

| Malmö FF               | 2–2               | PAÓK                  |
| ---------------------- | ----------------- | --------------------- |
| Jansson 28' Nanasi 67' | (1–1) Jegyzőkönyv | Taison 42' Rahman 75' |

| Swedbank Stadion, Malmö Nézőszám: 18 658 Játékvezető: John Beaton (skót) |

| 2024. augusztus 13. 19:30 (20:30 EEST) |

| PAÓK                                      | 3–4 (h. u.)                 | Malmö FF                                          |
| ----------------------------------------- | --------------------------- | ------------------------------------------------- |
| Taison 21' Koulierakis 43' Živković 45+3' | (3–2, 3–3, 3–3) Jegyzőkönyv | Nanasi 10' 45' Zätterström 90+6' Christiansen 99' |

| Túmbasz Stadion, Szaloniki Nézőszám: 17 678 Játékvezető: Marco Di Bello (olasz) |

| 2024. augusztus 6. 19:15 |

| Midtjylland       | 2–0               | Ferencváros |
| ----------------- | ----------------- | ----------- |
| Buksa 17' Djú 69' | (1–0) Jegyzőkönyv |             |

| MCH Arena, Herning Nézőszám: 8449 Játékvezető: Matej Jug (szlovén) |

| 2024. augusztus 13. 20:00 |

| Ferencváros | 1–1               | Midtjylland  |
| ----------- | ----------------- | ------------ |
| Cissé 17'   | (1–0) Jegyzőkönyv | Sørensen 50' |

| Groupama Aréna, Budapest Nézőszám: 18 027 Játékvezető: Orel Grinfeeld (izraeli) |

| 2024. augusztus 7. 20:45 |

| Jagiellonia Białystok | 0–1               | Bodø/Glimt          |
| --------------------- | ----------------- | ------------------- |
|                       | (0–0) Jegyzőkönyv | Diéguez 58' (öngól) |

| Białystok Stadion, Białystok Nézőszám: 19 447 Játékvezető: Sven Jablonski (német) |

| 2024. augusztus 13. 19:00 |

| Bodø/Glimt                      | 4–1               | Jagiellonia Białystok |
| ------------------------------- | ----------------- | --------------------- |
| Fet 34' 56' Määttä 38' Høgh 70' | (2–1) Jegyzőkönyv | Berg 4' (öngól)       |

| Aspmyra Stadion, Bodø Nézőszám: 7228 Játékvezető: Benoît Bastien (francia) |

| 2024. augusztus 7. 19:00 |

| Slavia Praha             | 3–1               | Union Saint-Gilloise |
| ------------------------ | ----------------- | -------------------- |
| Chorý 19' 41' Dorley 57' | (2–0) Jegyzőkönyv | Bužek 73' (öngól)    |

| Fortuna Aréna, Prága Nézőszám: 18 470 Játékvezető: Tobias Stieler (német) |

| 2024. augusztus 13. 20:30 |

| Union Saint-Gilloise | 0–1               | Slavia Praha |
| -------------------- | ----------------- | ------------ |
|                      | (0–0) Jegyzőkönyv | Jurečka 84'  |

| Constant Vanden Stock Stadion, Brüsszel Nézőszám: 5499 Játékvezető: Srđan Jovanović (szerb) |

| 2024. augusztus 6. 20:30 |

| Lille                                  | 2–1               | Fenerbahçe  |
| -------------------------------------- | ----------------- | ----------- |
| Oosterwolde 12' (öngól) Zhegrova 90+1' | (1–0) Jegyzőkönyv | Kahveci 80' |

| Stade du Hainaut, Valenciennes Nézőszám: 12 908 Játékvezető: Kovács István (román) |

| 2024. augusztus 13. 19:00 (20:00 TRT) |

| Fenerbahçe            | 1–1 (h. u.)                 | Lille                 |
| --------------------- | --------------------------- | --------------------- |
| Diakité 90+1' (öngól) | (0–0, 1–0, 1–0) Jegyzőkönyv | David 118' (11-esből) |

| Şükrü Saracoğlu Stadion, Isztambul Nézőszám: 40 474 Játékvezető: José María Sánchez Martínez (spanyol) |

| 2024. augusztus 6. 20:00 |

| Dinamo Kijiv   | 1–1               | Rangers       |
| -------------- | ----------------- | ------------- |
| Yarmolenko 37' | (1–0) Jegyzőkönyv | Dessers 90+4' |

| Arena Lublin, Lublin, Lengyelország Nézőszám: 8315 Játékvezető: Donatas Rumšas (litván) |

| 2024. augusztus 13. 20:45 (19:45 BST) |

| Rangers | 0–2               | Dinamo Kijiv                 |
| ------- | ----------------- | ---------------------------- |
|         | (0–0) Jegyzőkönyv | Pikhalyonok 82' Voloshyn 84' |

| Hampden Park, Glasgow Nézőszám: 39 180 Játékvezető: Marco Guida (olasz) |

| 2024. augusztus 6. 20:45 |

| Red Bull Salzburg | 2–1               | Twente   |
| ----------------- | ----------------- | -------- |
| Kjærgaard 40' 85' | (1–0) Jegyzőkönyv | Vlap 90' |

| Red Bull Arena, Wals-Siezenheim Nézőszám: 17 381 Játékvezető: António Nobre (portugál) |

| 2024. augusztus 13. 19:00 |

| Twente                                     | 3–3               | Red Bull Salzburg              |
| ------------------------------------------ | ----------------- | ------------------------------ |
| Hilgers 43' Van Hoorenbeeck 64' Steijn 87' | (1–2) Jegyzőkönyv | Kjærgaard 17' Nene 25' Yeo 46' |

| De Grolsch Veste, Enschede Nézőszám: 29 200 Játékvezető: Irfan Peljto (bosznia-hercegovinai) |

## Rájátszás
A rájátszás sorsolását 2024. augusztus 5-én tartották.

### Rájátszás, kiemelés
A rájátszásban a bajnoki ágon 10, a nem bajnoki ágon 4 csapat vett részt. A kiemelés a klubok 2024-es együtthatói alapján történt. Az elsőként kisorsolt csapat volt az első mérkőzés pályaválasztója.
- T: A 3. selejtezőkörből továbbjutott csapat, a sorsoláskor nem volt ismert.
- A dőlt betűvel írt csapatok a 3. selejtezőkörben egy magasabb együtthatóval rendelkező csapat ellen győztek, az ellenfél együtthatójával szerepeltek a sorsoláson.

| Bajnoki ág                                                                    | Bajnoki ág                                                                              |
| Kiemelt                                                                       | Nem kiemelt                                                                             |
| ----------------------------------------------------------------------------- | --------------------------------------------------------------------------------------- |
| - Dinamo Zagreb - Crvena zvezda - Malmö FF (T) - Midtjylland (T) - Young Boys | - Qarabağ (T) - Galatasaray - Slovan Bratislava (T) - Bodø/Glimt (T) - Sparta Praha (T) |

| Nem bajnoki ág                        | Nem bajnoki ág                      |
| Kiemelt                               | Nem kiemelt                         |
| ------------------------------------- | ----------------------------------- |
| - Dinamo Kijiv (T) - Slavia Praha (T) | - Red Bull Salzburg (T) - Lille (T) |

### Rájátszás, párosítások
A rájátszás sorsolását 2024. augusztus 5-én tartották. Az első mérkőzéseket augusztus 20-án és 21-én, a második mérkőzéseket augusztus 27-én és 28-án játszották. A párosítások győztesei az alapszakaszba kerültek. A vesztesek az EL alapszakaszába kerültek.
| 1. csapat      | Össz.Tooltip Aggregate score | 2. csapat         | 1. mérk. | 2. mérk. |
| -------------- | ---------------------------- | ----------------- | -------- | -------- |
| Bajnoki ág     |                              |                   |          |          |
| Young Boys     | 4–2                          | Galatasaray       | 3–2      | 1–0      |
| Dinamo Zagreb  | 5–0                          | Qarabağ           | 3–0      | 2–0      |
| Midtjylland    | 3–4                          | Slovan Bratislava | 1–1      | 2–3      |
| Bodø/Glimt     | 2–3                          | Crvena zvezda     | 2–1      | 0–2      |
| Malmö FF       | 0–4                          | Sparta Praha      | 0–2      | 0–2      |
| Nem bajnoki ág |                              |                   |          |          |
| Lille          | 3–2                          | Slavia Praha      | 2–0      | 1–2      |
| Dinamo Kijiv   | 1–3                          | Red Bull Salzburg | 0–2      | 1–1      |

### Rájátszás, mérkőzések
| 2024. augusztus 21. 21:00 |

| Young Boys                               | 3–2               | Galatasaray       |
| ---------------------------------------- | ----------------- | ----------------- |
| Monteiro 3' 45+4' Ugrinić 86' (11-esből) | (2–0) Jegyzőkönyv | Batshuayi 66' 72' |

| Stadion Wankdorf, Bern Nézőszám: 31 500 Játékvezető: Daniel Siebert (német) |

| 2024. augusztus 27. 21:00 (22:00 TRT) |

| Galatasaray | 0–1               | Young Boys    |
| ----------- | ----------------- | ------------- |
|             | (0–0) Jegyzőkönyv | Virginius 87' |

| Rams Park, Isztambul Nézőszám: 46 827 Játékvezető: Espen Eskås (norvég) |

| 2024. augusztus 20. 21:00 |

| Dinamo Zagreb               | 3–0               | Qarabağ |
| --------------------------- | ----------------- | ------- |
| Pjaca 29' Kulenović 75' 80' | (1–0) Jegyzőkönyv |         |

| Maksimir Stadion, Zágráb Nézőszám: 14 073 Játékvezető: Glenn Nyberg (svéd) |

| 2024. augusztus 28. 18:45 |

| Qarabağ | 0–2               | Dinamo Zagreb               |
| ------- | ----------------- | --------------------------- |
|         | (0–1) Jegyzőkönyv | Pjaca 32' Silva 53' (öngól) |

| Tofik Bahramov Stadion, Baku Nézőszám: 29 800 Játékvezető: Michael Oliver (angol) |

| 2024. augusztus 21. 21:00 |

| Midtjylland  | 1–1               | Slovan Bratislava |
| ------------ | ----------------- | ----------------- |
| Chilufya 79' | (0–0) Jegyzőkönyv | Blackman 59'      |

| MCH Arena, Herning Nézőszám: 9202 Játékvezető: Alejandro Hernández Hernández (spanyol) |

| 2024. augusztus 28. 21:00 |

| Slovan Bratislava            | 3–2               | Midtjylland        |
| ---------------------------- | ----------------- | ------------------ |
| Tolić 33' 82' Barseghyan 86' | (1–1) Jegyzőkönyv | Simsir 41' Djú 50' |

| Tehelné pole, Pozsony Nézőszám: 21 609 Játékvezető: Tobias Stieler (német) |

| 2024. augusztus 20. 21:00 |

| Bodø/Glimt              | 2–1               | Crvena zvezda |
| ----------------------- | ----------------- | ------------- |
| Bjørtuft 52' Määttä 62' | (0–0) Jegyzőkönyv | Mimović 75'   |

| Aspmyra Stadion, Bodø Nézőszám: 7909 Játékvezető: Ivan Kružliak (szlovák) |

| 2024. augusztus 28. 21:00 |

| Crvena zvezda                    | 2–0               | Bodø/Glimt |
| -------------------------------- | ----------------- | ---------- |
| Duarte 26' (11-esből) Spajić 59' | (1–0) Jegyzőkönyv |            |

| Rajko Mitić Stadion, Belgrád Nézőszám: 46 167 Játékvezető: Davide Massa (olasz) |

| 2024. augusztus 21. 21:00 |

| Malmö FF | 0–2               | Sparta Praha                  |
| -------- | ----------------- | ----------------------------- |
|          | (0–1) Jegyzőkönyv | Stryger 31' (öngól) Ryneš 89' |

| Swedbank Stadion, Malmö Nézőszám: 20 589 Játékvezető: Jesús Gil Manzano (spanyol) |

| 2024. augusztus 27. 21:00 |

| Sparta Praha                         | 2–0               | Malmö FF |
| ------------------------------------ | ----------------- | -------- |
| Haraslín 80' (11-esből) Rrahmani 83' | (0–0) Jegyzőkönyv |          |

| Stadion Letná, Prága Nézőszám: 18 215 Játékvezető: Clément Turpin (francia) |

| 2024. augusztus 20. 21:00 |

| Lille                  | 2–0               | Slavia Praha |
| ---------------------- | ----------------- | ------------ |
| David 52' Zhegrova 77' | (0–0) Jegyzőkönyv |              |

| Stade du Hainaut, Valenciennes Nézőszám: 15 019 Játékvezető: Szymon Marciniak (lengyel) |

| 2024. augusztus 28. 21:00 |

| Slavia Praha            | 2–1               | Lille        |
| ----------------------- | ----------------- | ------------ |
| Zafeiris 5' Schranz 84' | (1–0) Jegyzőkönyv | Zhegrova 77' |

| Fortuna Aréna, Prága Nézőszám: 18 848 Játékvezető: Slavko Vinčić (szlovén) |

| 2024. augusztus 21. 21:00 |

| Dinamo Kijiv | 0–2               | Red Bull Salzburg                 |
| ------------ | ----------------- | --------------------------------- |
|              | (0–1) Jegyzőkönyv | Nene 29' Kjærgaard 50' (11-esből) |

| Arena Lublin, Lublin, Lengyelország Nézőszám: 7126 Játékvezető: Sandro Schärer (svájci) |

| 2024. augusztus 27. 21:00 |

| Red Bull Salzburg | 1–1               | Dinamo Kijiv |
| ----------------- | ----------------- | ------------ |
| Daghim 12'        | (1–1) Jegyzőkönyv | Vanat 29'    |

| Red Bull Arena, Wals-Siezenheim Nézőszám: 23 289 Játékvezető: Halil Umut Meler (török) |